# Демидовский район (Ровненская область)
Деми́довский райо́н (укр. Демидівський район) — упразднённая административная единица на юго-западе Ровненской области Украины. Административный центр — посёлок городского типа Демидовка.

## История
Образован 17 января 1940 года в составе Ровенской области Украинской ССР, на территории бывших сельских гмин Боремель и Княгинин, а также частично гмины Ярославичи Дубенского повята Волынского воеводства
В районе, одном из первых в области, состоялась коллективизация, вследствие этого в июне 1949 города в Ровно прибыла партия комбайнов марки «Сталинец-6», комбайны были направлены в сплошь коллективизированные районы — Корецкий, Демидовский, Сарненский.
В районе ещё долгое время после окончания Великой Отечественной войны продолжали действовать отряды украинских националистов.
21 января 1959 года к Демидовскому району были присоединены части территорий упразднённых Вербского, Козинского и Острожецкого районов. В ходе хрущёвской административной реформы, в 1962 году Демидовский район был расформирован, а его территория вошла в состав Млиновского района.
22 сентября 1995 года, согласно Постановлению Верховной Рады Украины № 346/95-ВР, Демидовский район был вновь образован.
17 июля 2020 года в результате административно-территориальной реформы район вошёл в состав Дубенского района. На его территории были сформированы Боремельская и Демидовская территориальные общины.

## Демография
Население района составляло 14 273 человека (2019 г.), в том числе в городских условиях проживают 2 554 человека.

## Административное устройство
На момент упразднения район включал в себя:

Количество советов:
- поселковых — 1;
- сельских — 11.

Количество населённых пунктов:
- посёлков городского типа — 1;
- сёл — 30.